# Бои за Тростянец
Бои за Тростянец — часть боевых действий во время вторжения России на Украину. Город Тростянец Сумской области был атакован российской армией в конце февраля, во время наступления на северо-востоке Украины, был взят и находился в оккупации почти месяц, прежде чем был освобождён украинскими войсками в конце марта 2022 года.

## Хронология событий

### Захват города
Тростянец был атакован в первый же день вторжения, 24 февраля. Силы территориальной обороны повалили деревья на главных дорогах, ведущих в город, что замедлило, но не остановило продвижение российских войск. Российские войска в городе появились примерно в 10:00 по киевскому времени и двинулись через Тростянец на Ахтырку, Сумы, Лебедин и Гадяч. 1 марта 2022 года российские войска тремя колоннами зашли в Тростянец и заняли город. На главном железнодорожном вокзале города разместился российский военный штаб.
В середине марта на доукомплектование бойцам ВС РФ прибыли солдаты непризнанных республик, поддерживаемых Россией.
В городе разместились около 800 российских военнослужащих. Во время оккупации украинская полиция оставались в городе инкогнито и поддерживала как мирных жителей, так и партизанские отряды, действовавшие в этом районе. 25 февраля украинские войска взорвали мост к югу от города в селе Климентово, остановив продвижение российских войск в сторону города Ахтырка, ставшего центром обороны и сопротивления.

### Украинская контратака
Украинское контрнаступление началось 23 марта, и к 26 марта город был освобождён силами 93-й ОМехБр «Холодный Яр». После столкновений и обстрелов позиций солдат РФ на окраинах города основная часть российских войск начала отступление и большая их часть была выведена за ночь до прибытия украинских войск. В отчете AFP зафиксированы «десятки» уничтоженных или повреждённых танков и бронемашин. The New York Times сообщила, что ко времени освобождения города Украиной провизии в нём уже не хватало.

## Последствия
После прекращения боёв губернатор области Дмитрий Живицкий заявил, что некоторые части города всё ещё заминированы, а поток гуманитарной помощи решит проблему с нехваткой еды.
В ходе боёв и обстрелов пострадали сотни домов, была уничтожена Краснотростянецкая лесная опытная станция, расположенная в доме управляющего поместьями Леопольда Кёнига (памятник архитектуры национального значения). В результате пожара была частично разрушена шоколадная фабрика «Украина» (основное предприятие города). Повреждены усадьба Надаржинских — Голицыных, памятник в честь 183-й танковой бригады и магазин купца Фёдора Курило (1908, памятник архитектуры местного значения). Больше всего разрушений было в районе вокзала; повреждено, среди прочего, локомотивное депо «Смородино» 1877 года.
Во время боев сильно пострадала городская больница (одна из самых современных в области); в частности, 18 и 23 марта российские войска обстреливали её из танков. Один из этих танков был уничтожен, другой после боёв более года хранил во дворе местный житель, после чего танк изъяли и передали ВСУ.

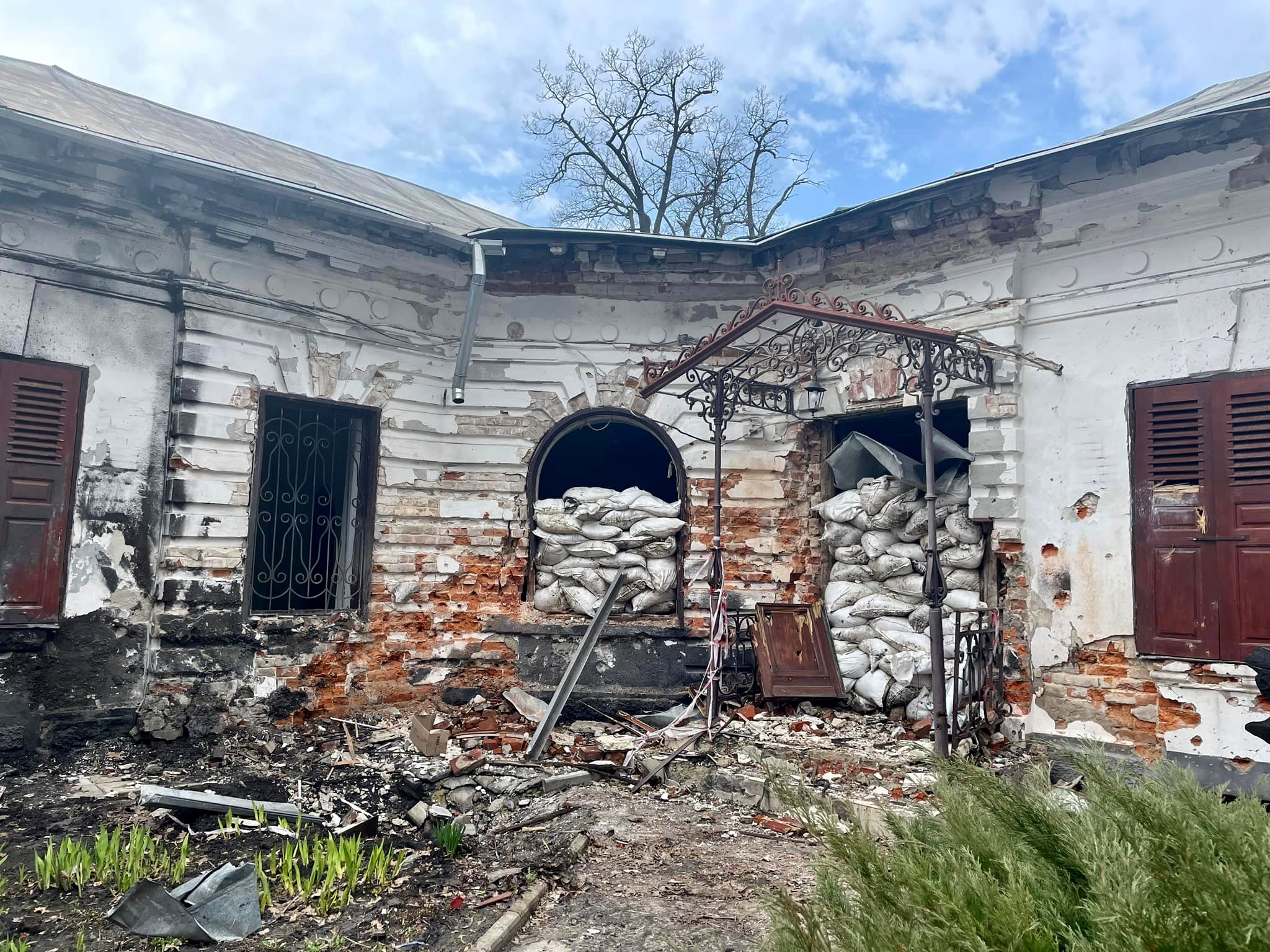
Повреждения в усадьбе Надаржинских — Голицыных в результате боёв
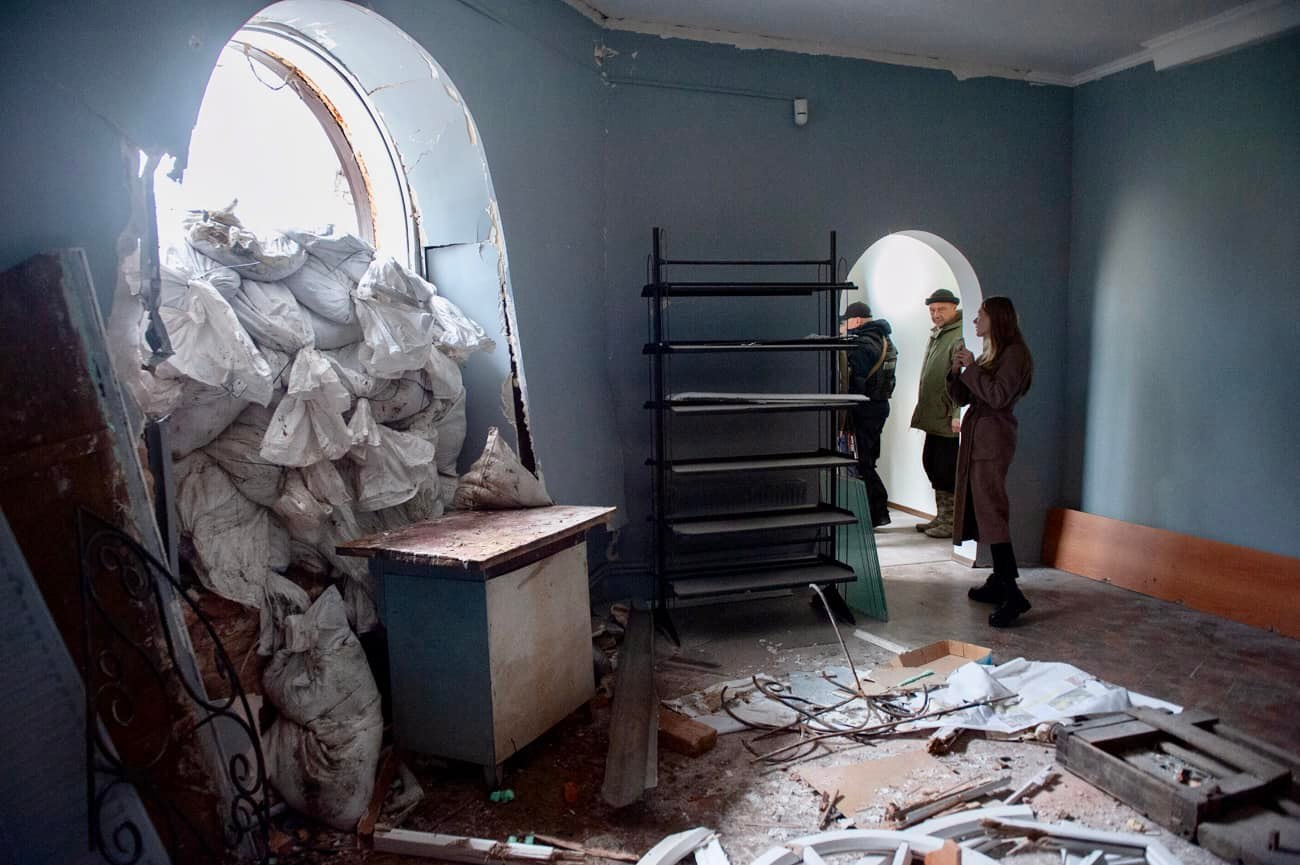
Внутри усадьбы
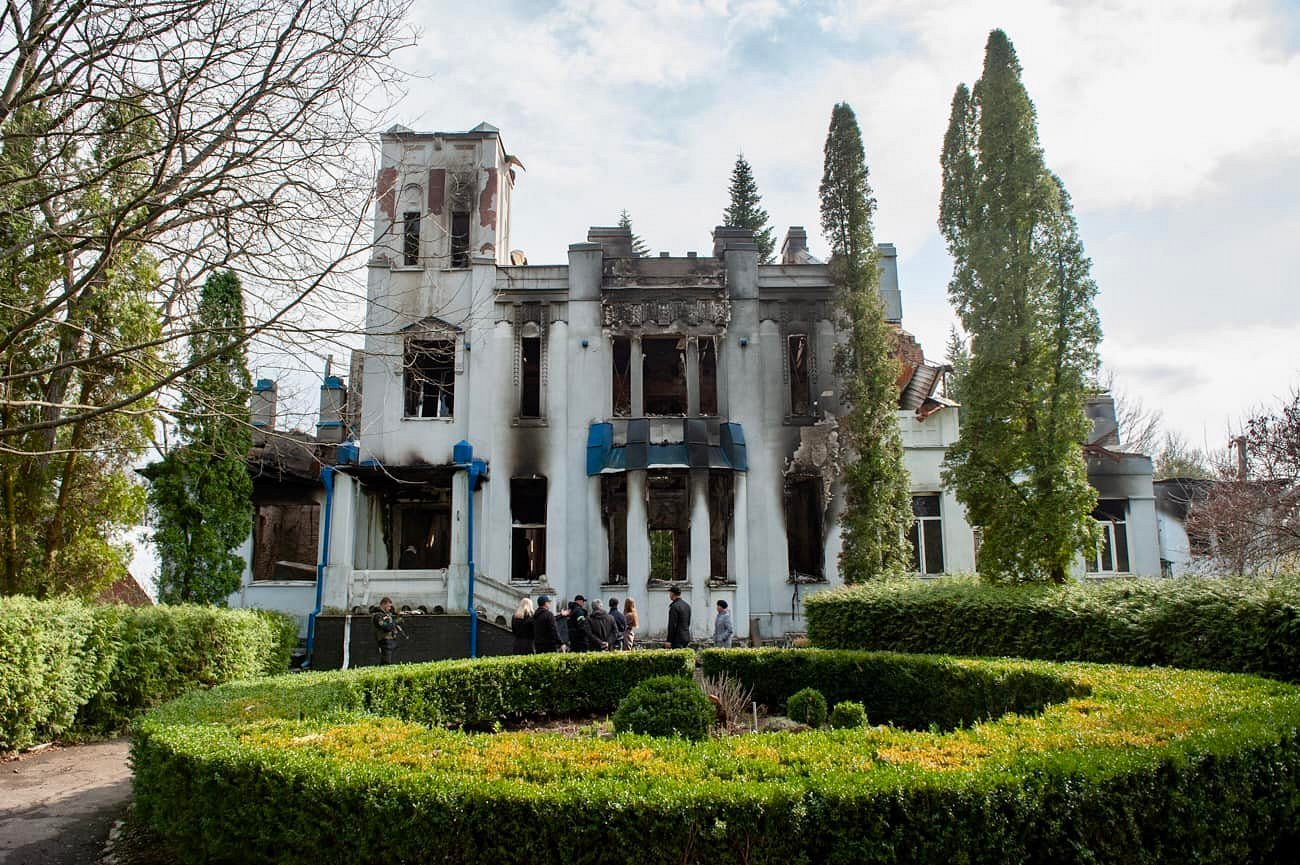
Уничтоженная Краснотростянецкая лесная опытная станция[укр.]
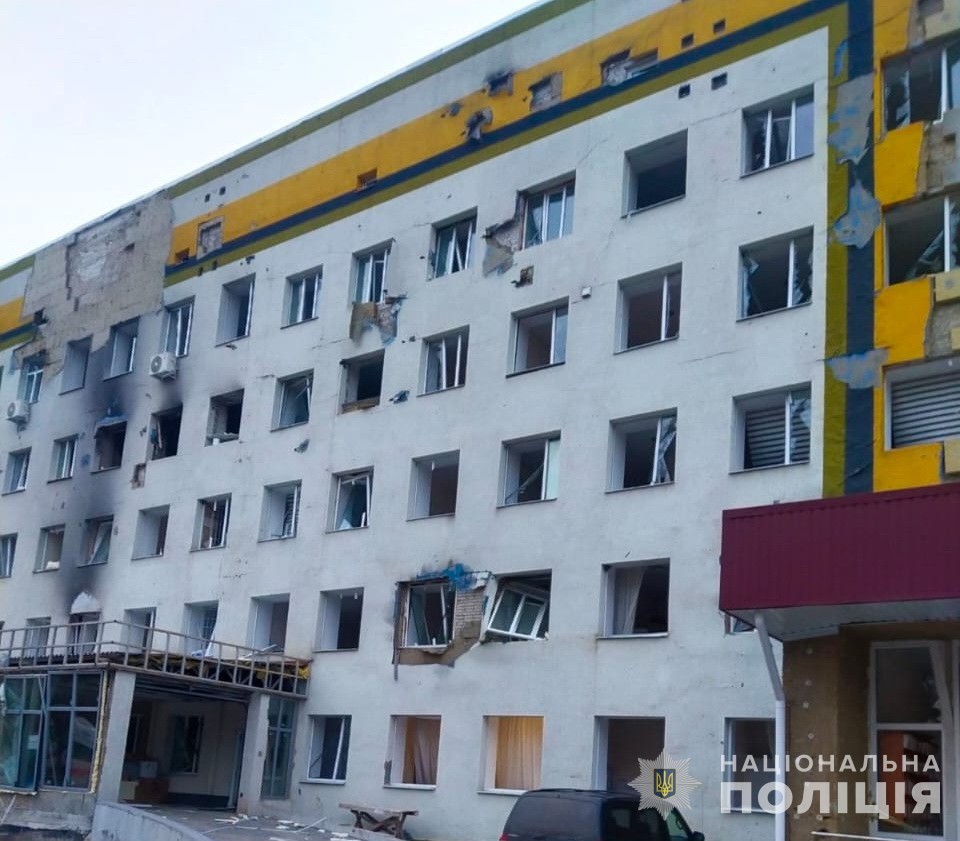
Обстрелянная Тростянецкая городская больница
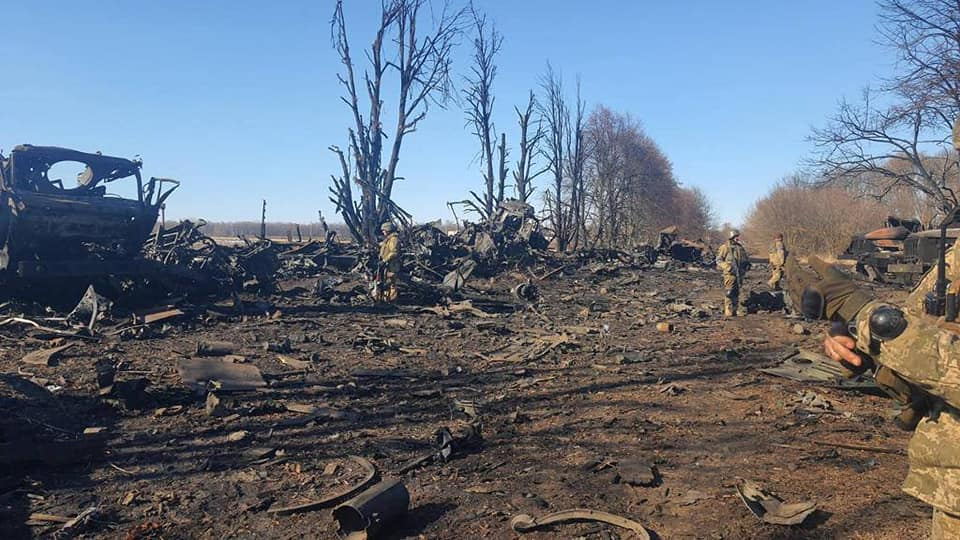
Уничтоженная российская военная колонна 4-й танковой дивизии вблизи Тростянца 17 марта
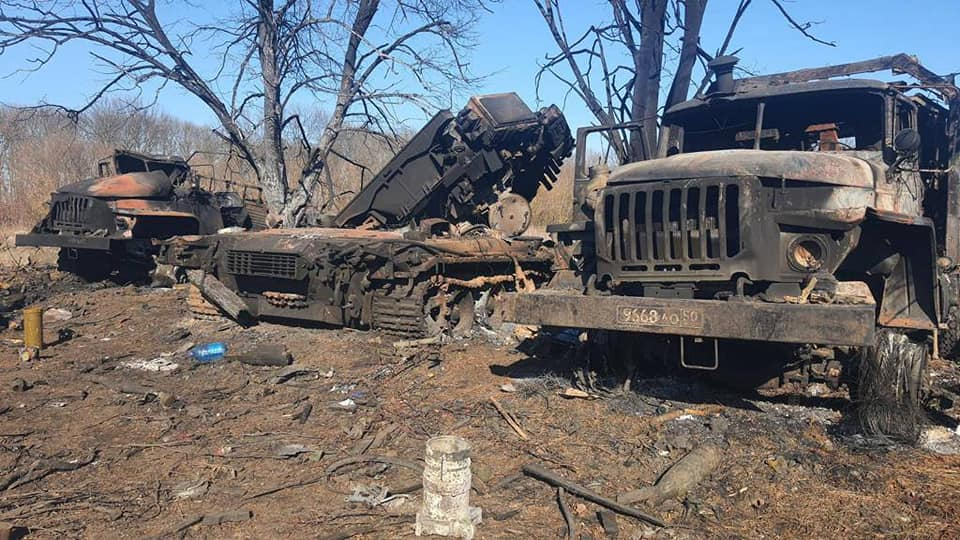
Уничтоженная российская военная колонна 4-й танковой дивизии вблизи Тростянца 17 марта
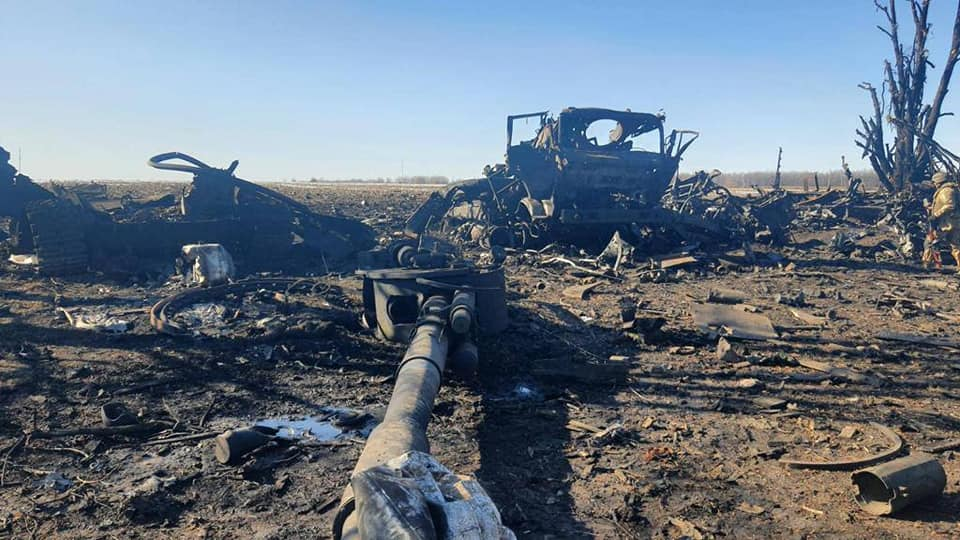
Уничтоженная российская военная колонна 4-й танковой дивизии вблизи Тростянца 17 марта
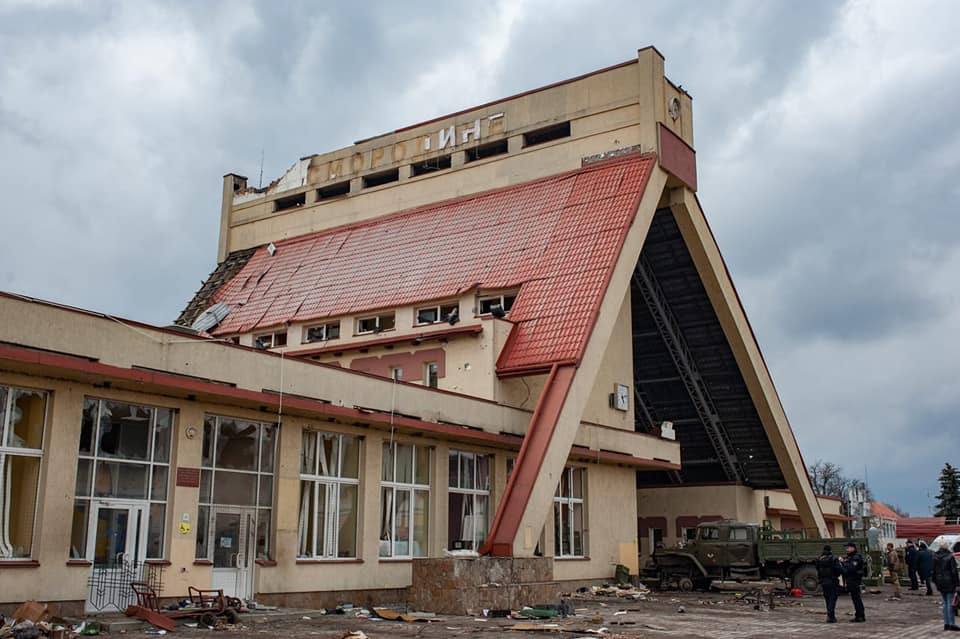
Разрушенный железнодорожный вокзал «Тростянец-Смородино»
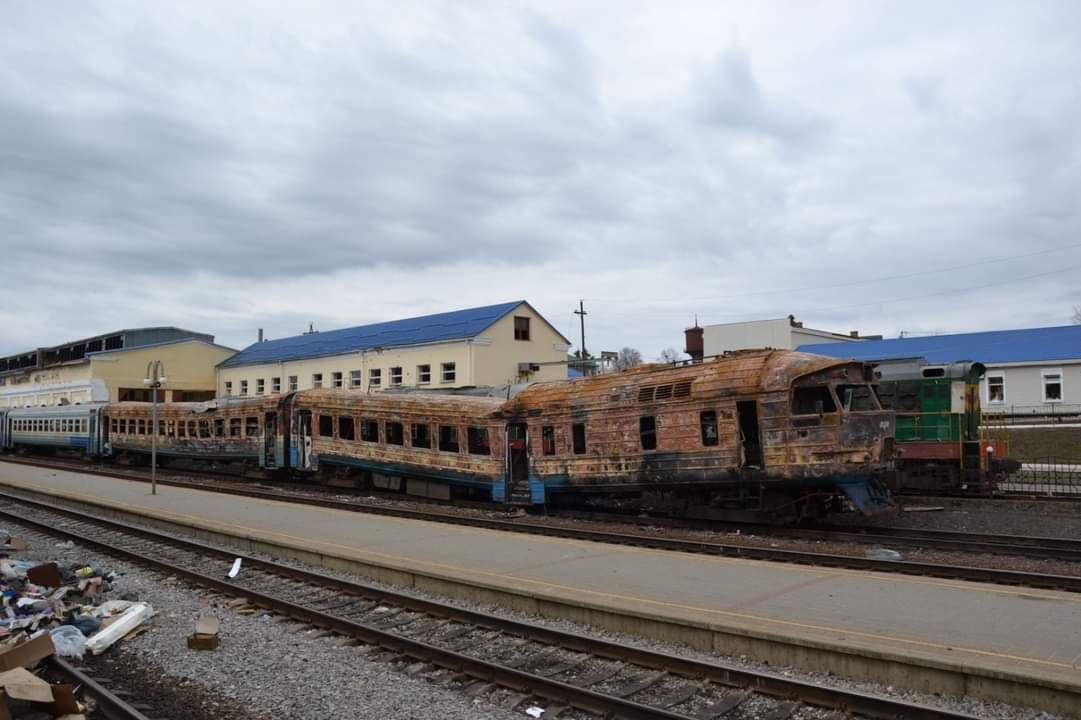
Разрушения вблизи локомотивного депо «Смородино»